# Antiresonanz
Antiresonanz ist ein Begriff aus der Schwingungslehre, welcher häufig bei elektrischen Schwingkreisen benutzt wird.
Als Antiresonanz werden die Abschnitte des Frequenz-Impedanz-Verlaufs bezeichnet, bei denen die Impedanz ein lokales Maximum aufweist und der Phasenwinkel (zwischen Eingangs- und Ausgangsspannung) 180° beträgt. Analog hierzu lassen sich bei mechanischen Schwingsystemen Abschnitte mit niedriger Schwingung („hohem mechanischem Widerstand“) mit dem Begriff der Antiresonanz verbinden.
Bei gekoppelten mechanischen Schwingungssystemen spricht man von Antiresonanz, wenn der Frequenzgang zwischen zwei Eigenfrequenzen eine Nullstelle aufweist (Auslenkung an der Stelle 0). Die Kraft auf die Masse an der Einleitungsstelle wird durch eine in Gegenphase schwingende Masse (Schwingungstilger) kompensiert.